# 天使の詩 (米)
天使の詩（てんしのうた）は、佐賀県農業試験研究センターが育成した稲の品種。「幻の米」、「幻のブランド米」と呼ばれる。
高温耐性が弱く、温暖化による夏期の高温が続いて収穫品質が劣ったことから、後継品種のさがびよりにシェアを奪われていった。
西海201号を母に、関東165号を父に1993年に佐賀27号として誕生した。
2003年には奨励品種として指定されたが、2004年時点で生産者数4人、生産面積1.51ヘクタール、生産量は8トンを下回る。2022年時点では佐賀県神埼市千代田町のみで生産されており、流通量は年間約200トンと希少性は高い。